# Mahomed Hameed Ullah Khan
Mahomed Hameed Ullah Khan (17 de março de 1864 - ?), também conhecido pelo seu título Nawab Sarbuland Jung Bahadur foi um juiz indiano.

## Início da vida e educação
Ele nasceu em Agra em 17 de março de 1864. Seu pai, Moulvi Mahomed Samee Ullah Khan, foi um importante juiz e educador. Seu pai fundou o Muhammadan Anglo Oriental College em seu bangalô em Aligarh, com meia dúzia de alunos, incluindo Hameed.
Depois de concluir sua educação inicial, ele se juntou a Wren e Gurney. Em 1882, ele ingressou no Christ's College, em Cambridge, e no Lincoln's Inn. Ele foi admitido na Ordem dos Advogados em 1886.

## Carreira

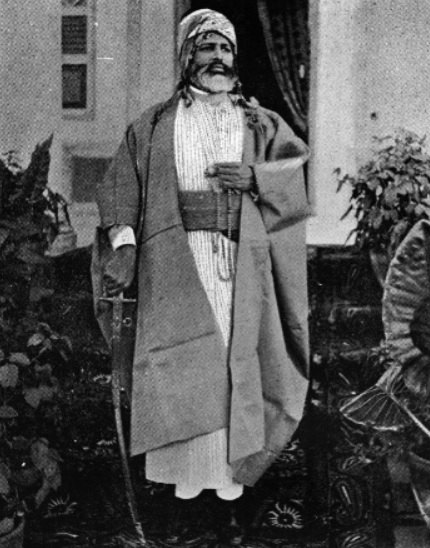

Em 1886, ele se inscreveu como advogado no Tribunal Superior de Allahabad. Enquanto estava em Allahabad, ele foi dono e editor da The Allahabad Review, uma revista bilíngue. Ele também foi fundamental na criação de um albergue para estudantes muçulmanos no Muir Central College.
Em 1895, ele foi nomeado juiz do Tribunal Superior de Nizam e recebeu o título de Afzulul-Ulema e Nawab Sarbuland Jung do Nizam. Ele ocupou este cargo até 1904, quando foi nomeado Secretário do Interior do Gabinete e do Conselho Legislativo.
Em 1908, foi nomeado Juiz Presidente de Hyderabad.